# Microregione di Três Marias
Três Marias è una microregione del Minas Gerais in Brasile, appartenente alla mesoregione di Central Mineira.

## Comuni
È suddivisa in 7 comuni:
- Abaeté
- Biquinhas
- Cedro do Abaeté
- Morada Nova de Minas
- Paineiras
- Pompéu
- Três Marias